# Ditrichum tenue
Ditrichum tenue là một loài rêu trong họ Ditrichaceae. Loài này được Hedw. Hampe mô tả khoa học đầu tiên năm 1867.